# Miásztkó
Miásztkó (lengyelül Miastko, kasubul Miastkò, németül Rummelsburg) lengyel város a Kasubföld nyugati peremén a Studnica folyó mentén.

## Története
A falu első említése Pomeránia hercegének egyik dokumentumában szerepel 1478-ban. A település a Massow család tulajdona volt. Ekkor a település neve Rummelsburg.
1616-ban a Rummelsburgi polgárok felkeltek, és 1617-ben városi jogot kapott Miásztkó. 1637-től Svédország, majd 1657-től Brandenburg része. 1719-ben a város leégett.
1721-ben I. Frigyes Vilmos helyőrséget állított fel Rummelsburgban.
1878-ban megindul a vasúti közlekedés. 1816 és 1945 között a Rummelsburgi körzet része a város. 1945. március 14-től lengyel igazgatás alá tartozik (1950-ig Szczecini Vajdaság, 1975-ig Koszalini Vajdaság, 1999-ig Słupski Vajdaság, mostanában Pomerániai Vajdaság).

### A polgárhivatal
A város élén polgármester (lengyelül: burmistrz, kasubul: bùrméster) áll.
Mostanában (2006) Miásztkó polgármestere Roman Ramion

### Város körül lévő falvak
- Biała (németül Bial)
- Bobięcino (németül Papenzin)
- Chlebowo (németül Kornburg)
- Czarnica (németül Scharnitz)
- Dolsko (németül Dulzig)
- Dretyń (németül Treten)
- Dretynek (németül Tretenwalde)
- Gatka (németül Gadgen)
- Głodowo (németül Gloddow)
- Kamnica (németül Kamnitz)
- Kawcze (németül Kaffzig)
- Kowalewice (németül Julienhof)
- Kwisno (németül Gewiesen)
- Lubkowo (németül Georgendorf)
- Miłocice (németül Falkenhagen)
- Okunino (németül Wocknin)
- Pasieka
- Piaszczyna (németül Reinwasser)
- Popowice (németül Puppendorf)
- Przęsin (németül Hansberg)
- Role (németül Grünwalde)
- Słosinko (németül Reinfeld-Hammer)
- Świerzenko (németül Klein Schwirsen)
- Świerzno (németül Groß Schwirsen)
- Świeszyno (németül Schwessin)
- Trzcinno (németül Rohr)
- Turowo (németül Steinau)
- Tursko (németül Turzig)
- Wałdowo (németül Waldow)
- Węgorzynko (németül Vangerin)
- Wiatrołom (németül Viartlum)
- Wołcza Mała (németül Klein Volz)
- Wołcza Wielka (németül Groß Volz)
- Żabno (németül Saaben)

## Látnivalók
- barokk stílusú katolikus templom 1730 évből

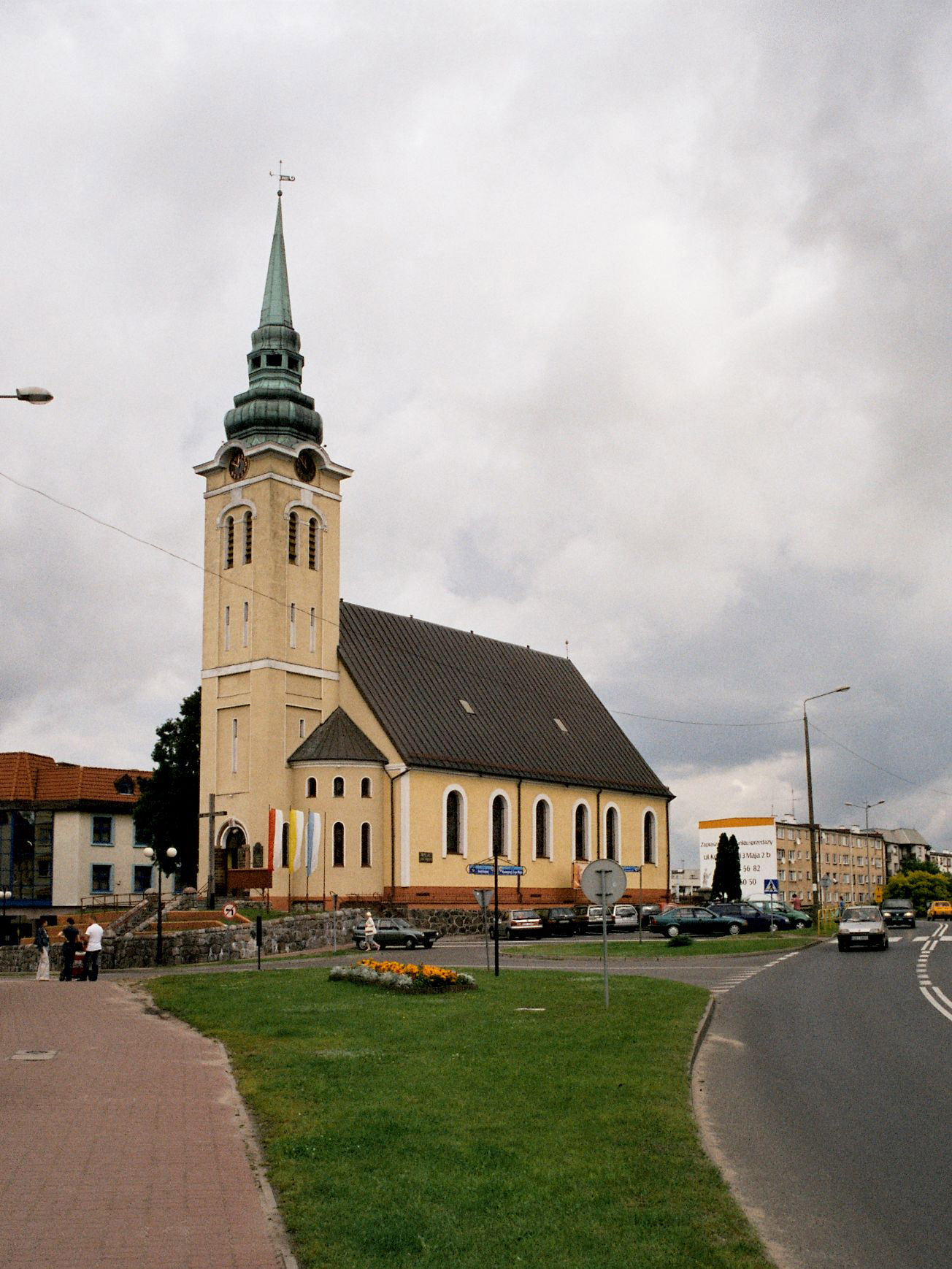
Miásztkói Szűz Mária templom

## Iskolák
- Zespół Szkół Ogólnokształcących
- Zespół Szkół Ponadgimnazjalnych
- Zespół Szkół Rolniczych Centrum Kształcenia Ustawicznego w Łodzierzy
- Szkoła Podstawowa Nr 2
- Szkoła Podstawowa Nr 1
- Gimnazjum im. Jana Pawła II Archiválva 2005. október 25-i dátummal a Wayback Machine-ben
- Przedszkole nr 1
- Przedszkole nr 3
- Szkoła Muzyczna I Stopnia

## Híres miásztkóiak
- Jarosław Domin (* 1958), lengyel színész
- Ewa Gawryluk (* 1967), lengyel színésznő
- Piotr Hofmański bíró
- Janusz Pontus labdarúgóedző
- Heinrich Rempel (* 1901), német régész († 1978, Apolda)
- Gustav Carl Schwartz (1832-1899) porosz királyi tervező
- Zbigniew Zalewski altábornagy
- Robert Żmùda-Trzebiatowsczi Archiválva 2007. szeptember 28-i dátummal a Wayback Machine-ben (* 1976) kasub költő